# Tố Cộng diệt Cộng
Chính sách tố cộng và diệt cộng là chính sách của Quốc gia Việt Nam dưới quyền Thủ tướng Ngô Đình Diệm rồi tiếp tục triển khai dưới thời Đệ Nhất Cộng hòa Việt Nam ở miền Nam Việt Nam bắt đầu từ năm 1955 với mục đích truy tìm và tiêu diệt những cán bộ kháng chiến hoặc có liên quan đến Việt Minh (chế độ Ngô Đình Diệm gọi họ là Việt Cộng) trong Chiến tranh Việt Nam.
Với Luật 10-59, chế độ Ngô Đình Diệm đã tổ chức các chiến dịch “Tố Cộng, diệt Cộng”, tiến hành càn quét khắp miền Nam, giết hại hàng loạt những cán bộ, chiến sỹ từng tham gia chiến tranh Đông Dương của Việt Minh. Tố Cộng là tổ chức những cuộc tố cáo những người cộng sản tham gia chiến tranh Đông Dương và tham gia đấu tranh chống Việt Nam Cộng hòa, Diệt Cộng là tiêu diệt đảng viên cộng sản.
Theo Tạp chí Cộng sản, hàng chục vạn người dân thường cũng bị bắt giữ vì tình nghi có liên quan tới Việt Minh, hàng ngàn làng mạc đã bị đốt phá, gây ra sự căm phẫn cho rất nhiều người dân miền Nam. Đây là một trong những nguyên nhân chính dẫn tới Phong trào Đồng khởi của người dân miền Nam nhằm chống lại chính quyền Ngô Đình Diệm.

## Lịch sử

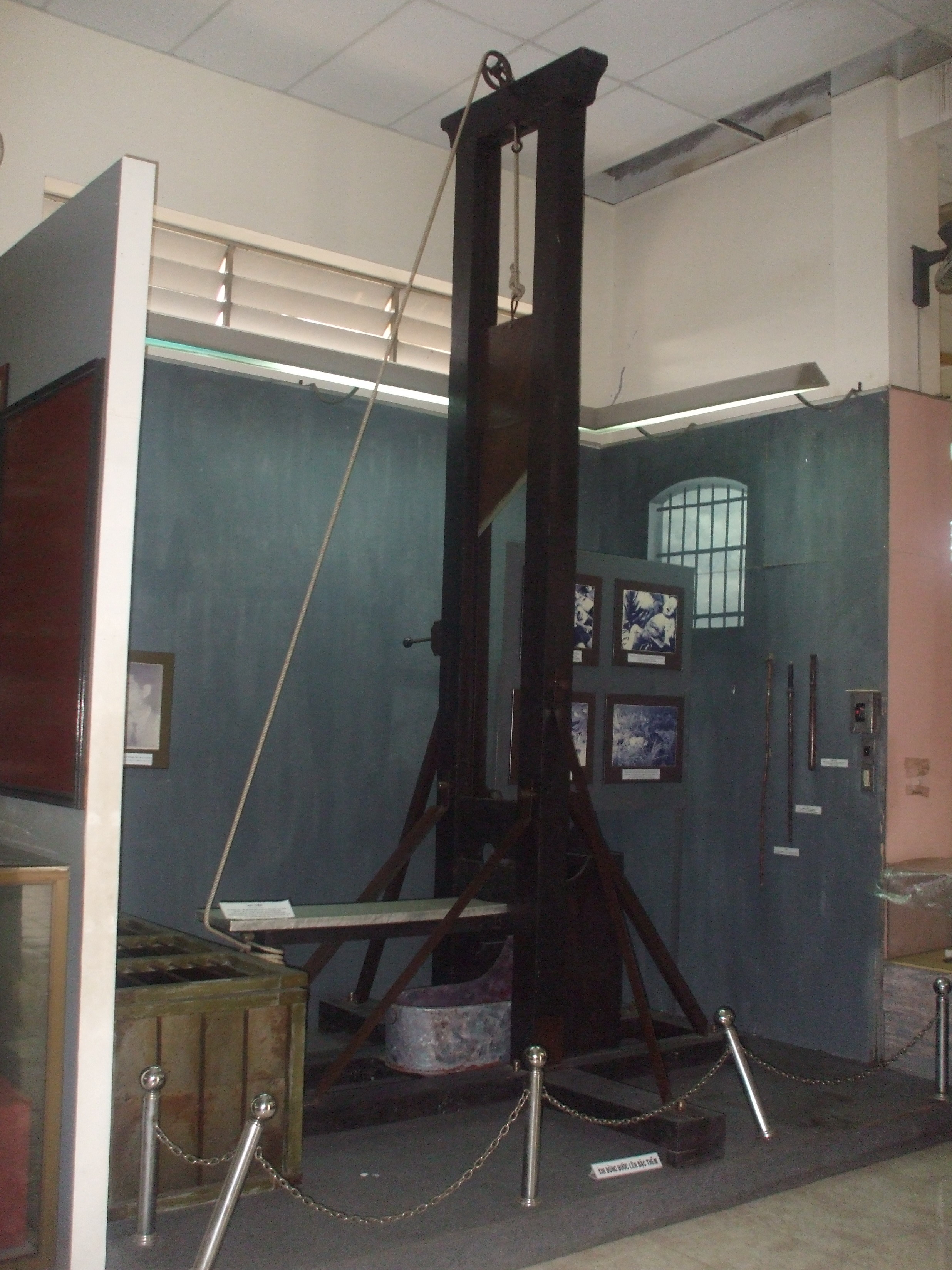
Máy chém dưới thời Ngô Đình Diệm. Hiện máy đang được trưng bày tại Bảo tàng TP. Cần Thơ, Việt Nam. Theo John Guinane, chỉ tính từ 1957-1959, đã có hơn 2.000 người bị Việt Nam Cộng hòa hành quyết với tội danh ủng hộ những người cộng sản, thường là bằng máy chém.

Chính phủ Ngô Đình Diệm bắt đầu mở những cuộc tuần hành, in truyền đơn và bích chương từ giữa năm 1955 để phản đối việc hiệp thương và tổng tuyển cử với Việt Nam Dân chủ Cộng hòa chiếu theo Hiệp định Genève 1954. Việt Nam Cộng hòa do Ngô Đình Diệm lãnh đạo coi chủ nghĩa cộng sản là một hiểm họa. Điều 7 Hiến pháp Việt Nam Cộng hòa 1956 quy định "Những hành vi có mục đích phổ biến hoặc thực hiện một cách trực tiếp hay gián tiếp chủ nghĩa cộng sản dưới mọi hình thái đều trái với các nguyên tắc ghi trong Hiến pháp".
Ngô Đình Diệm huy động mọi lực lượng quân sự, an ninh, hành chính, tình báo, thông tin tuyên truyền... thực hành cuộc càn quét, đàn áp toàn diện cả về quân sự, chính trị, tâm lý, kinh tế. Quân đội Việt Nam Cộng hòa gây ra những cuộc thảm sát đẫm máu ở Ngân Sơn, Chí Thạnh (Phú Yên), Chợ Được (Quảng Nam), Mỏ Cày, Bình Đại (Bến Tre),... Quân đội Việt Nam Cộng hòa mở nhiều cuộc hành quân càn quét quy mô lớn, dài ngày như các “chiến dịch Thoại Ngọc Hầu” kéo dài 9 tháng (5/1956-2/1957) ở 18 tỉnh miền Tây Nam Bộ, “chiến dịch Trương Tấn Bửu” trong 7 tháng (7/1956-2/1957) ở 8 tỉnh miền Đông Nam Bộ... để triệt phá cách mạng, tàn sát những người ủng hộ Việt Minh, khủng bố những người tham gia chiến tranh Đông Dương mà Ngô Dình Diệm gọi là cộng sản hoặc phần tử thân cộng sản.
Thời Đệ Nhất Cộng hòa, chiếu theo Điều 7 của Hiến pháp Việt Nam Cộng hòa 1956 thì "những hành vi có mục đích phổ biến hoặc thực hiện một cách trực tiếp hay gián tiếp chủ nghĩa cộng sản dưới mọi hình thái đều trái với nguyên tắc ghi trong Hiến pháp" nên chính phủ càng dựa vào đó bắt giam những người tình nghi là Việt Minh hoặc hợp tác với cộng sản. Chính sách này được thực hiện thông qua Luật 10-59, 1 đạo luật "trị an", nhằm "trừng trị các hành động phá hoại an ninh quốc gia, tính mạng và tài sản của nhân dân, và quy định việc thiết lập các phiên tòa quân sự đặc biệt"..  Luật 10-59 “đặt cộng sản ra ngoài vòng pháp luật”, thành lập trên khắp miền Nam những nhà tù, trại giam, trại tập trung để giam giữ những người bị tình nghi ủng hộ Việt Minh. Luật 10-59, được Quốc hội Việt Nam Cộng hòa thảo luận và phê chuẩn và Tổng thống Ngô Đình Diệm ký ban hành vào ngày 6/5/1959, tăng mức hình phạt cho những ai liên hệ đến chủ nghĩa cộng sản và mở những tòa án quân sự lưu động để xét xử bị cáo.
Việt Nam Cộng hòa kêu gọi những người cộng sản đang hoạt động bí mật ly khai tổ chức, ra "hợp tác" với chế độ mới đồng thời cưỡng ép những người bị bắt từ bỏ chủ nghĩa cộng sản. Dù vậy hệ thống tổ chức bí mật của Việt Minh vẫn tiếp tục tồn tại và phản kháng bằng cách tuyên truyền chống chính phủ, tổ chức những cuộc biểu tình chính trị gây sức ép lên chính phủ Việt Nam Cộng hòa. Năm 1957, Việt Minh bắt đầu thực hiện chiến dịch ám sát các viên chức Việt Nam Cộng hòa. Điều này giải thích vì sao đầu năm 1959, trong khi hô hào "Bắc tiến", chính quyền Việt Nam Cộng hoà lại tuyên bố "đặt miền Nam trong tình trạng chiến tranh" (tháng 3 năm 1959).
Chính phủ Việt Nam Cộng hòa cũng tiến hành các chiến dịch tố cộng, diệt cộng, liên gia phòng vệ, dồn dân lập ấp chiến lược... một cách quyết liệt không tính đến các đặc điểm tâm lý và quyền lợi của dân chúng cũng như hoàn cảnh lịch sử Việt Nam. Trong công chúng chính phủ cho truyền những khẩu hiệu "diệt cán trừ cộng" hoặc "dĩ dân diệt cán" để khuyến khích người dân tố giác người cộng sản nằm vùng. Trong thời gian 1954-1960, có 48.250 người bị bắt giam vì tội danh "cộng sản". Những biện pháp cứng rắn nhất được áp dụng, ví dụ ngày 16/8/1954, quân Việt Nam Cộng hoà đã nổ súng trấn áp đoàn biểu tình ở thị xã Gò Công, bắn chết 8 người và 162 người bị thương.
Để tăng tính uy hiếp, Việt Nam Cộng hòa sử dụng cả máy chém để hành quyết phạm nhân. Nhiều vụ xử chém của Việt Nam Cộng hòa được diễn ra công khai trước dân chúng, đầu phạm nhân được đem bêu để cảnh cáo:
- Sách "The Vietnamese war: revolution and social change in the Mekong Delta" (Chiến tranh Việt Nam: cách mạng và thay đổi xã hội ở đồng bằng sông Cửu Long) của sử gia Elliot có dẫn 2 trường hợp bị hành hình công khai bằng máy chém tại tỉnh Mỹ Tho: một là Bảy Châu ở chợ Mỹ Phước Tây và hai là 1 người tên là Tranh ở chợ Bến Tranh.
- Báo The Straits Times (Singapore) ngày 24/7/1959 có bài viết tường thuật cảnh 1.000 người dân xem xử chém công khai ở Sài Gòn.[17]
- Báo Buổi sáng (Sài Gòn) ngày 12/10/1959 có đăng ảnh máy chém kèm chú thích “Đây là chiếc máy chém (ảnh) đã chặt đầu tên Cộng sản Võ Song Nhơn, ngay lập tức sau khi tòa tuyên án”[18]. 3 ngày sau, Báo Buổi sáng (Sài Gòn) ngày 15/10/1959 có đăng tin: “Theo một phán quyết của phiên xử vắng mặt của Tòa án Quân sự Đặc biệt ngày 02 tháng 10, Nguyễn Văn Lép, tức Tư Út Lép, một Việt Cộng, đã bị tuyên án tử hình. Cách đây một tuần, Lép đã bị sa vào lưới của Cảnh sát trong một khu rừng ở Tây Ninh. Bản án tử hình đã được thi hành … Hiện đầu và gan của tên tử tù đã được Hội đồng xã Hào Đước cho đem bêu trước dân chúng”[19].
- Tờ "Công báo" phát hành tại Sài Gòn ngày 23/5/1962 thông báo việc xử bằng máy chém diễn công khai bằng hàng tít cỡ lớn: "4 ÁN TỬ HÌNH - 1 giáo sư, 1 học sinh, 1 cựu binh nhì và 1 vô nghề nghiệp sẽ bị đoạn đầu bằng máy chém."[20].

Theo John Guinane, chỉ tính trong giai đoạn 1957-1959, đã có hơn 2.000 người bị Việt Nam Cộng hòa hành quyết với tội danh ủng hộ những người cộng sản, thường là bằng máy chém.
Trong khoảng thời gian 1955-1960, theo số liệu của Việt Nam Cộng hoà, đã có 48.250 người bị tống giam,. Theo 1 nguồn khác từ Mỹ, đã có khoảng 24.000 người bị thương, 80.000 bị hành quyết hay bị ám sát, 275.000 người bị cầm tù, thẩm vấn hoặc với tra tấn hoặc không, và khoảng 500.000 bị đưa đi các trại tập trung. Năm 2015, Tổng bí thư Đảng Cộng sản Việt Nam, ông Nguyễn Phú Trọng phát biểu rằng "Trong những năm 1954 - 1959, ở miền Nam đã có 466.000 đảng viên và những người yêu nước bị bắt giam, 400.000 người bị đưa đi đày và 68.000 người bị giết."
Với việc bắt giữ và xử tử diễn ra khắp nơi, chiến dịch "tố cộng diệt cộng" đã làm biến dạng mô hình xã hội, làm dân chúng phản đối chính phủ Ngô Đình Diệm và đẩy những người kháng chiến (Việt Minh) vào rừng lập chiến khu.

## Phản ứng
Để chống lại sự đàn áp của chính quyền Ngô Đình Diệm, các đảng viên cộng sản đã tổ chức nhiều hình thức đấu tranh chính trị, vũ trang để chống lại sự bắt bớ, đàn áp của chính quyền Ngô Đình Diệm, bảo vệ quyền chính trị, đòi tuyển cử để thống nhất nước nhà bị chia cắt. Cuộc Đồng khởi ở Bến Tre (1960) đã nhanh chóng lan rộng ra khắp các tỉnh Nam Bộ, Tây Nguyên và một số tỉnh Nam Trung Bộ... Thắng lợi của cuộc Đồng khởi đặt ra yêu cầu mới là phải tập hợp, đoàn kết rộng rãi hơn nữa các tầng lớp nhân dân miền Nam trong một Mặt trận Dân tộc thống nhất để đẩy mạnh cuộc đấu tranh nhằm chấm dứt sự can thiệp của Mỹ, lật đổ bộ máy chính quyền Ngô Đình Diệm, tiến tới thống nhất đất nước.
Trước sức đánh phá qua nhiều đợt “tố cộng, diệt cộng” và những chiến dịch càn quét của Quân lực Việt Nam Cộng hòa, phong trào chống Mỹ ở miền Nam đã chịu những tổn thất nặng nề chưa từng có. Trong tình hình đó, Đảng Lao động Việt Nam đã động viên được 12 triệu lượt quần chúng (1955-1958) đấu tranh chính trị dưới những hình thức khác nhau. Trước tình thế khó khăn, hiểm nghèo, một bộ phận người dân miền Nam vẫn tiếp tục cuộc đấu tranh chống lại Ngô Đình Diệm. Một số khá đông Đảng viên bị thất tán do chuyển vùng và rút vào hoạt động bí mật để chống khủng bố, vẫn duy trì liên lạc với Đảng Lao động Việt Nam và các phong trào Cách mạng.
Tháng 1/1959, Hội nghị lần thứ 15 Ban Chấp hành Trung ương Đảng Cộng sản Việt Nam khoá II đã họp tại Hà Nội, do Chủ tịch Hồ Chí Minh chủ toạ. Hội nghị đã xác định con đường tiến lên của cách mạng miền Nam, vạch rõ mục tiêu và phương pháp cách mạng, mối quan hệ giữa 2 chiến lược cách mạng ở 2 miền Nam, Bắc, giữa cách mạng Việt Nam với cách mạng thế giới, nhằm giải phóng miền Nam, bảo vệ miền Bắc, thống nhất nước nhà, tích cực góp phần bảo vệ hoà bình ở Đông Nam Á và thế giới.
Hội nghị lần thứ 15 của Trung ương Đảng khẳng định nhiệm vụ cơ bản của cách mạng miền Nam là: "Giải phóng miền Nam khỏi ách thống trị của đế quốc và phong kiến. Nhiệm vụ trước mắt là đánh đổ tập đoàn thống trị Ngô Đình Diệm tay sai của Mỹ, thực hiện dân tộc độc lập và người cày có ruộng, hoàn thành cách mạng dân tộc dân chủ nhân dân ở miền Nam, xây dựng một nước Việt Nam hoà bình, thống nhất, độc lập, dân chủ và giàu mạnh." Phương pháp cách mạng và phương pháp đấu tranh là dùng bạo lực cách mạng, từ đấu tranh chính trị tiến lên kết hợp đấu tranh chính trị với đấu tranh vũ trang, và dự kiến xu hướng phát triển từ khởi nghĩa của nhân dân có thể tiến lên cuộc đấu tranh vũ trang trường kỳ.
Tháng 9/1960, Đại hội Đảng Cộng sản Việt Nam III của Đảng Lao động Việt Nam đã xác định 2 nhiệm vụ chiến lược của cách mạng Việt Nam trong thời kỳ đất nước tạm thời bị chia làm 2 miền là:
- Xây dựng chủ nghĩa xã hội ở miền Bắc.
- Đấu tranh thực hiện thống nhất nước nhà, hoàn thành cách mạng dân tộc, dân chủ trong cả nước.

## Đánh giá
Trong một cuốn sách khác, McNamara tả lại 1 vụ chặt đầu mà ông chứng kiến:
Chính quyền Diệm đã có nhiều vụ hành quyết. Rất nhiều người ở phương Tây phủ nhận điều đó đã xảy ra, nhưng Diệm không hề che giấu điều đó. Họ đã tiến hành công khai các vụ hành quyết và có những bức ảnh trong các bài báo chụp những chiếc đầu người bị cắt rời bởi một máy chém... Vào năm 1959, tôi đã đi thăm các tiền đồn của quân đội, nơi mà họ (quân đội của Ngô Đình Diệm) đã chặt đầu những người mà họ cho là Cộng sản. Họ treo những chiếc đầu người vào ngay trước cổng tiền đồn của họ, đôi khi với hai điếu thuốc lá cắm lên mũi. Họ thậm chí còn mời mọi người chụp ảnh điều đó. Những binh lính đó rất tự hào về hành động của bản thân.
Sử gia Edward Miller mô tả tổng quát về Luật 10/59 trong cuốn sách "Liên minh sai lầm- Ngô Đình Diệm, Hoa Kỳ, và số phận Nam Việt Nam" như sau:
Những tác động tâm lý của Luật 10/59 trở nên rất khác so với dự định của Diệm. Trước đó, mọi vụ tử hình của VNCH đều được thực hiện tại Côn Đảo xa xôi, không thu hút quá nhiều sự chú ý; nhưng xử tử với Luật 10/59, ngược lại, lại được thực hiện ngay tại các tỉnh lỵ hay đô thị, trong các phiên tòa quân sự. Điều này củng cố ấn tượng rằng cuộc trấn áp của chính quyền đã bước sang giai đoạn mới hà khắc hơn. Hình ảnh khát máu của chế độ càng được củng cố với quyết định sử dụng công cụ tử hình thời thuộc địa là máy chém. Các thành viên tòa án mang theo "phiên bản di động" (có thể tháo rời và kéo sau xe tải quân sự) của thứ công cụ kinh khủng này khắp đất nước - một chi tiết mà những tuyên truyền viên của đảng Cộng sản không bỏ qua nhằm lên án các phiên tòa. Với số lượng lớn cư dân nông thôn bị kết án nhầm là Cộng sản, Luật 10/59 và sự nhấn mạnh của nó vào sự trừng phạt công khai chỉ làm tăng sự sợ hãi của thường dân vào chính quyền Diệm và các cơ quan đại diện